# روبرت موراي (سياسي)
روبرت موراي (بالإنجليزية: Robert Murray)‏ هو صحفي وسياسي بريطاني (وحمل سابقاً جنسية المملكة المتحدة لبريطانيا العظمى وأيرلندا)، ولد في 30 يونيو 1869، وتوفي في 9 أغسطس 1950. حزبياً، نشط في حزب العمال. في الانتخابات العامة في المملكة المتحدة 1922 ‏، انتخب عضو برلمان المملكة المتحدة الـ32 عن دائرة Renfrewshire West ‏ (15 نوفمبر 1922 – 16 نوفمبر 1923) وفي الانتخابات العامة في المملكة المتحدة 1923 ‏، انتخب عضو برلمان المملكة المتحدة الـ33 عن دائرة Renfrewshire West ‏ (6 ديسمبر 1923 – 9 أكتوبر 1924).